# Раславице
Раславице (слч. Raslavice) насељено је мјесто са административним статусом сеоске општине (слч. obec) у округу Бардјејов, у Прешовском крају, Словачка Република.

## Становништво
| Година:    | 1994. | 2004.    | 2014.   | 2024.   |
| ---------- | ----- | -------- | ------- | ------- |
| Број људи: | 2307  | 2585     | 2721    | 2802    |
| Разлика:   |       | +12,05 % | +5,26 % | +2,97 % |

| Година:    | 2023. | 2024.   |
| ---------- | ----- | ------- |
| Број људи: | 2774  | 2802    |
| Разлика:   |       | +1,00 % |

Према подацима о броју становника из 2024. године насеље је имало 2802 становника.